# Rue de la Porte-d'Issy
La rue de la Porte-d’Issy est une voie du 15e arrondissement de Paris, en France.

## Situation et accès
La rue de la Porte-d’Issy est une voie située dans le 15e arrondissement de Paris. Elle débute au 32, boulevard Victor et se termine rue Louis-Armand et rue d’Oradour-sur-Glane.

## Origine du nom

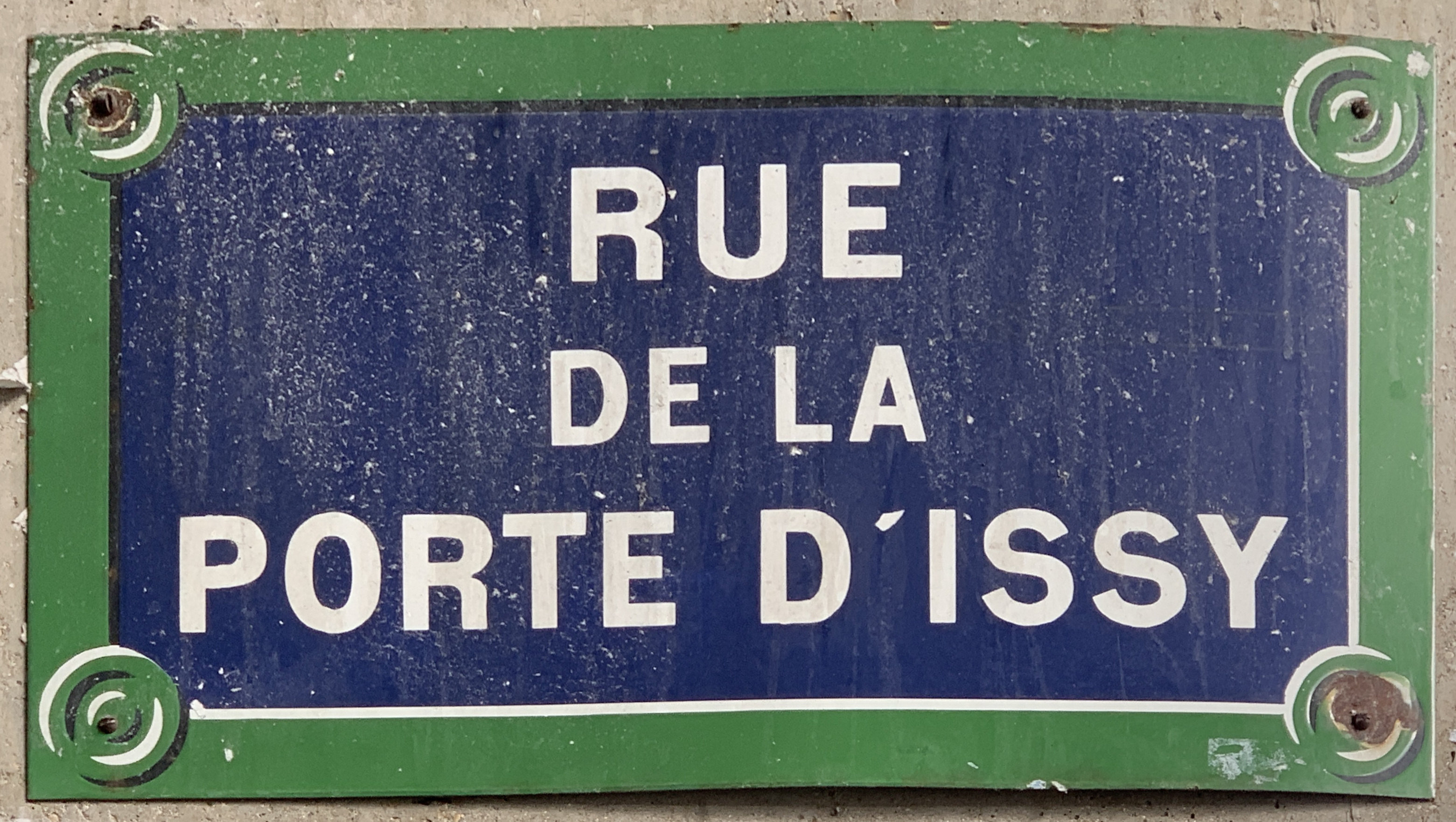
Plaque de la rue.

Elle porte ce nom car elle est située en partie sur l'emplacement de l'ancienne porte d'Issy de l'enceinte de Thiers à laquelle elle mène.

## Historique
La voie a été créée en 1926. La partie située entre le boulevard Victor et la limite des fortifications a été aménagée entre les bastions nos 70 et 71 de l'enceinte de Thiers. Le prolongement faisait partie de la rue Jeanne-d'Arc à Issy-les-Moulineaux et a été annexé par la ville de Paris en 1925.